# Cotorra de caputxa negra
La cotorra de caputxa negra (Psephotellus dissimilis) és una espècie d'ocell de la família dels psitàcids que habita zones amb arbres i arbusts del nord del Territori del Nord, en Austràlia.